# Municipio de Sheridan (condado de Cherokee, Iowa)
El municipio de Sheridan (en inglés: Sheridan Township) es un municipio ubicado en el condado de Cherokee en el estado estadounidense de Iowa. En el año 2010 tenía una población de 635 habitantes y una densidad poblacional de 6,75 personas por km².

## Geografía
El municipio de Sheridan se encuentra ubicado en las coordenadas 42°46′45″N 95°40′54″O / 42.77917, -95.68167. Según la Oficina del Censo de los Estados Unidos, el municipio tiene una superficie total de 94.04 km², de la cual 94,04 km² corresponden a tierra firme y (0 %) 0 km² es agua.

## Demografía
Según el censo de 2010, había 635 personas residiendo en el municipio de Sheridan. La densidad de población era de 6,75 hab./km². De los 635 habitantes, el municipio de Sheridan estaba compuesto por el 98,11 % blancos, el 0,31 % eran afroamericanos, el 0,16 % eran asiáticos y el 1,42 % eran de una mezcla de razas. Del total de la población el 1,42 % eran hispanos o latinos de cualquier raza.